# Erster Allrussischer Sowjetkongress
Dieser Artikel wurde auf der Qualitätssicherungsseite der Redaktion Geschichte eingetragen (dort auch Hinweise zur Abarbeitung dieses Wartungsbausteins), weil er noch inhaltliche oder formale Mängel hat. Bitte hilf mit, die genannten Einwände zu klären und etwaige Mängel dieses Artikels zu beseitigen, und beteilige dich bitte an der Diskussion!
Der Erste allrussische Sowjetkongress versammelte sich am 3. Juni (16. Juni) 1917 im Gebäude des Kadettenkorps zu Petrograd und endete am 24. Juni 1917.

## Zusammensetzung
Insgesamt gab es auf dem Kongress 820 Delegierte mit beschließender und 268 mit beratender Stimme. Sie vertraten 305 Ortssowjets, 53 Bezirks- und Distriktssowjets, ferner Frontorganisationen, Armeeinstitutionen des Hinterlandes und einige Bauernorganisationen. Beschließende Stimme hatten Sowjets, die mindestens 25.000 Menschen vertraten. Sowjets, die 10.000–25.000 vereinigten, hatten beratende Stimme. Auf Grund dieser Normen, die übrigens wohl kaum sehr streng gewahrt wurden, darf man folgern, dass hinter dem Kongress über zwanzig Millionen Menschen standen.
Von 777 Delegierten, die über ihre Parteizugehörigkeit Auskunft gaben, waren 285 Sozialrevolutionäre, 248 Menschewiki, 105 Bolschewiki.

## Beschlüsse
- Billigung der Ausweisung Robert Grimms, eines Schweizer Sozialisten, der versucht hatte, durch Kulissenverhandlungen mit der Hohenzollerndiplomatie die Russische Revolution und die deutsche Sozialdemokratie zu retten.[1]
- Ablehnung der Forderung des linken Flügels, unverzüglich eine Resolutionen zur Beendigung des Krieges und zur Übertragung der gesamten Macht auf die Sowjets zu beschließen. Lenin wurde dabei als „Kompromissierer“ bezeichnet. Der Kongress verabschiedete stattdessen die Resolutionen der Sozialrevolutionäre und der Menschewiki, in denen die uneingeschränkte Unterstützung der sozialistischen Minister und die Fortsetzung des „Unabhängigkeitskrieges“ auf der Grundlage der Verweigerung von Annexionen und Entschädigungen proklamiert wurden.
- Der Kongress wählte ein ständiges Gremium, das Allrussische Zentrale Exekutivkomitee der Sowjets der Arbeiter- und Soldatenabgeordneten, bestehend aus 320 Abgeordneten. Die Zusammensetzung des Allrussischen Zentralen Exekutivkomitees war ebenfalls sozialrevolutionär-menschewistisch: 123 Menschewiki, 119 Sozialrevolutionäre, 58 Bolschewiki, 13 Vereinigte Sozialdemokraten, 7 andere. Menschewik Nikolaus Tscheidse wurde Vorsitzender des Allrussischen Zentralen Exekutivkomitees.

Der Kongress nahm eine von Jewgeni Preobraschenski entworfene Resolution „Über den Kampf gegen den Antisemitismus“ an.

## Der Einspruch Lenins
Auf dem Kongress waren die Bolschewiki in der Minderheit und machten nur 13,5 % der Delegierten aus. Auf die Aussage des Mitgliedes des Petrograder Sowjets, Minister und Menschewiki Irakli Zereteli, dass es gegenwärtig in Russland keine politische Partei gibt, die sagen würde: Geben Sie die Macht zu unseren Händen, verlassen Sie Ihre Positionen, wir werden Ihren Platz einnehmen und dass es derzeit keine solche Partei in Russland gibt, antwortete Lenin mit einem lauten Zwischenruf. „Es gibt eine solche Partei!“. Die sozialrevolutionär-menschewistische Mehrheit bedachte diese Demarche Lenins mit einem Lachen, worauf er antwortete: „Sie können so viel lachen, wie Sie wollen ... Vertrauen Sie uns, und wir geben Ihnen unser Programm. Unsere Konferenz am 29. April gab sich dieses Programm. Leider wird es nicht berücksichtigt und nicht von ihnen angenommen. Anscheinend ist es erforderlich, herauszufinden wie populär dieses Programm ist“. Weiter schlug Lenin vor, „die 50-100 größten Millionäre zu verhaften“, die Arbeiterkontrolle in der Industrie einzuführen und Frieden zu schließen.